# 弗倫基·德容
弗倫基·德容（荷蘭語：Frenkie de Jong，發音：[ˈfrɛŋki də ˈjɔŋ]；1997年5月12日—），荷蘭足球運動員，司職中場，現時效力西甲球會巴塞隆納及荷蘭國家足球隊，現今足壇最佳中場之一。
德容於2015年時效力威廉二世开始他的职业生涯，一年后转会到阿賈克斯。德容在阿贾克斯获得2018-19赛季的荷甲冠军并获称联赛最佳球员，并以其在同赛季歐冠盃的出色表现跻身欧洲最优秀的年轻球员之列，被评为FIFA年度最佳十一人之一。2019年7月转会巴塞隆納，转会费为7500万欧元。2021年，迪莊為首次為荷蘭國家隊出戰歐洲國家盃。

## 俱樂部生涯

### 威廉二世
德容選擇加盟離家較近的威廉二世，其青訓生涯皆在威廉二世度過。從小就展現極佳的盤帶天賦。2015年5月10日，在威廉二世與ADO海牙的比賽中上演荷甲首秀。

### 阿賈克斯
2015年夏天，德容加盟阿賈克斯，並被短暫外租回威廉二世半個賽季。
2016/17賽季中，當時效力於阿賈克斯青年隊的德容被評選為荷乙最佳新秀。16/17賽季的下半季，德容與隊友德里赫特、諾尼被提拔至一線隊，並在5月25日歐聯盃決賽中替補出場，上場8分鐘。
2017/18賽季，由於阿贾克斯後衛人手不足，德容的位置由防守中場改為中後衛，直到阿贾克斯在冬季轉會窗口補強後衛位置。
2018/19賽季，德容成為阿賈克斯主力球員，隨同球隊拿下荷甲冠軍與荷蘭盃冠軍，並在歐冠盃進入四強。在歐冠盃十六強第二輪中，以優異的表現，力壓皇家馬德里中場，客場以1-4擊敗皇家馬德里。季末，德容獲得荷蘭足球新秀獎（克魯伊夫獎）。

### 巴塞隆納
2019年1月24日，西甲球會巴塞隆拿宣布以7,500萬歐元，外加1,100萬歐元浮動條款簽下弗蘭基·德容，成為第20個為巴塞隆納效力的荷蘭人。轉會於2019年7月1日正式生效，而迪莊則會繼續為阿積士上陣球季餘下的賽事。

## 國家隊生涯
2018年8月，弗兰基·德容首次入选荷兰国家足球队。9月6日，在荷兰2比1战胜秘鲁的友谊赛中，德容在下半场刚开场时获得了替补出场的机会，完成了国家队首秀，并在比赛的第60分钟助攻队友孟菲斯·德佩帮助球队扳平比分。11月16日，在欧洲国家联赛小组赛中，荷兰队以2比1战胜法国队，德容在全场比赛伤停补时阶段助攻队友孟菲斯·德佩打进锁定胜局的一球。
2019年6月9日，在欧洲国家联赛决赛中，德容首发出场，并踢满全场，但荷兰队最终以0比1负于葡萄牙队获得亚军。整届欧洲国家联赛，德容共代表荷兰国家队出场6次，助攻2次，被欧足联评为欧洲国家联赛最佳青年球员并入选欧洲国家联赛决赛阶段最佳阵容。
2022年11月，德容獲选入2022年世界盃荷蘭的最終26人名單。
2023年6月，德容入选荷兰国家队参加2023年欧洲国家联赛决赛。在半决赛对阵克罗地亚以及季军争夺战对阵意大利的比赛中，他均打满全场。德容随后入选了荷兰队参加2024年欧洲足球锦标赛的大名单，但由于脚踝受伤，不得不退出比赛。

## 技術風格
德容主要位置為防守中場，亦可擔任進攻中場、正中場與中後衛。2017/18賽季前半季，由於阿賈克斯後衛陣容缺乏，與迪歷特搭檔中後衛。司職防守中場的德容，在2018/19賽季亦承擔持球推進與中場突破的任務，在中圈參與進攻。
其控球能力極佳，法國隊前鋒格里茲曼稱德容為「遇過最難纏的對手」，很難將球自其腳下搶走。亦具有不俗的長、短傳與調度能力和位置感，前阿賈克斯與巴塞隆納球星稱其在球場上可以作為哈維或伊涅斯塔的角色。巴塞隆拿的队友梅西在接受采访时也称赞了德容的传控能力，并称他为非常全面的球员。

## 個人生活
德容在荷兰国家队、巴塞隆拿、曾经效力的阿賈克斯的球衣号码都是21号。在德容的21岁生日那天，他的祖父不幸去世，21号球衣是他对祖父长久的怀念。

## 數據

### 俱樂部
最後更新:2021年2月4日
| 俱乐部         | 赛季     | 联赛 | 联赛 | 杯赛 | 杯赛 | 欧洲赛事 | 欧洲赛事 | 其他 | 其他 | 总计 | 总计 |
| -------------- | -------- | ---- | ---- | ---- | ---- | -------- | -------- | ---- | ---- | ---- | ---- |
| 俱乐部         | 赛季     | 上阵 | 入球 | 上阵 | 入球 | 上阵     | 入球     | 上阵 | 入球 | 上阵 | 入球 |
| 威廉二世       | 2014-15  | 1    | 0    | 0    | 0    | —        | —        | —    | —    | 1    | 0    |
| 威廉二世(外租) | 2015-16  | 1    | 0    | 0    | 0    | —        | —        | —    | —    | 1    | 0    |
| 阿賈克斯青年隊 | 2015-16  | 15   | 2    | —    | —    | —        | —        | —    | —    | 15   | 2    |
| 阿賈克斯青年隊 | 2016-17  | 31   | 6    | —    | —    | —        | —        | —    | —    | 31   | 6    |
| 阿賈克斯青年隊 | 总计     | 46   | 8    | 0    | 0    | 0        | 0        | 0    | 0    | 46   | 8    |
| 阿賈克斯       | 2016-17  | 4    | 1    | 3    | 0    | 4        | 0        | 0    | 0    | 11   | 1    |
| 阿賈克斯       | 2017-18  | 22   | 0    | 2    | 0    | 2        | 0        | 0    | 0    | 26   | 0    |
| 阿賈克斯       | 2018-19  | 29   | 4    | 4    | 0    | 17       | 0        | 0    | 0    | 50   | 4    |
| 阿賈克斯       | 总计     | 55   | 5    | 9    | 0    | 23       | 0        | 0    | 0    | 87   | 5    |
| 巴塞隆納       | 2019-20  | 29   | 2    | 3    | 0    | 9        | 0        | 1    | 0    | 42   | 2    |
| 巴塞隆納       | 2020-21  | 20   | 3    | 2    | 2    | 5        | 0        | 2    | 1    | 29   | 6    |
| 巴塞隆納       | 总计     | 49   | 5    | 5    | 2    | 14       | 0        | 3    | 1    | 71   | 8    |
| 生涯总计       | 生涯总计 | 150  | 18   | 15   | 2    | 37       | 0        | 3    | 1    | 204  | 21   |

### 國家隊
| 國家隊     | 年分 | 上場 | 進球 |
| ---------- | ---- | ---- | ---- |
| 荷蘭國家隊 |      |      |      |
| 2018       | 5    | 0    |      |
| 2019       | 2    | 0    |      |
| 總計       | 總計 | 7    | 0    |

## 榮譽

### 俱樂部
阿賈克斯
- 荷甲冠軍 : 2018–19
- 荷蘭盃冠軍 : 2018–19

巴塞隆納
- 西甲冠軍 : 2022–23[18]、2024-25
- 西班牙國王盃冠軍 : 2020–21、2024-25
- 西班牙超级杯冠軍 : 2022–23[19]、2024–25

### 個人
- 荷蘭足球新秀獎:2019
- 國際足總年度最佳陣容:2019